# Wechselreiterei
Von Wechselreiterei spricht man, wenn zwei oder mehr Parteien auf sich gegenseitig Wechsel ziehen bzw. akzeptieren, ohne dass diesen Wechseln ein Handelsgeschäft zugrunde liegt. Einen solchen Wechsel bezeichnet man auch als Reitwechsel.

## Allgemeines
Die „Wechsel-Reiterey“ war bereits im Jahre 1780 bekannt und wurde „als betrügerisches Wechselmanöver“ bezeichnet. Ein historisch bekannter Fall von Wechselreiterei ist der Mefo-Wechsel. Der gegenseitige Austausch von Wechseln hatte zum Ziel, die Bonität der eigentlich wirtschaftlich schwachen Beteiligten günstiger erscheinen zu lassen. Dazu wurden die Funktionen des Wechsels als Zahlungs- und insbesondere Kreditmittel ausgenutzt, da diese Wechsel entweder als Zahlungsmittel zur Begleichung einer Schuld verwendet werden (siehe auch Indossament) oder bei einem Kreditinstitut diskontiert werden können. Da diesen Wechseln kein Warengeschäft vorausgegangen ist, handelt es sich um Finanzwechsel (im Gegensatz zum Waren- oder Handelswechsel).

## Verfahrensablauf
Der – häufig bonitätsschwache – Aussteller lässt einen – ebenso häufig bonitätsschwachen – Bezogenen einen Wechsel akzeptieren und reicht den Wechsel seiner Bank zum Diskont ein. Er verfügt sofort über den nur vorläufig – „Eingang vorbehalten“ – gutgeschriebenen Wechselbetrag, den er kurz vor Fälligkeit des Wechsels dem Bezogenen überweist, damit dieser den Wechsel einlösen kann. Der Bezogene wiederum hat inzwischen einen Wechsel mit höherem Betrag auf den ehemaligen Aussteller gezogen, der am Verfalltag dafür die Wechselsumme vom neuen Aussteller zwecks Einlösung des Wechsels erhält. Ihre angebliche Bonität weisen die Beteiligten dadurch nach, dass sie die Wechsel pünktlich einlösen können.
Die Laufzeit der jeweils gegenseitig auf sich gezogenen Wechsel kann am Fälligkeitstag durch Ausstellen neuer Wechsel verlängert werden (sog. Wechselprolongation), was dann zu einer ggf. mehrmaligen erneuten Laufzeitverlängerung des Wechselkredits führt.

## Rechtsfolgen
Wechselreiterei ist zivilrechtlich sittenwidrig (§ 138 BGB), so dass die in Umlauf gebrachten Wechsel nichtig sind. Zudem wird sie als Betrug geahndet (§ 263 StGB), insbesondere wenn ein Handelswechsel vorgetäuscht wurde und die gegenseitig auf sich gezogenen Wechsel nicht bezahlt werden.

## Heutige Situation in der europäischen Union
Mit dem Übergang der Zuständigkeit für die Geldpolitik auf die EZB hat das Hauptrefinanzierungsgeschäft  den früheren Diskontkredit im Januar 1999 abgelöst. Der Diskontkredit hat aufgrund des Wegfalls der Rediskontierungsmöglichkeiten von Handelswechseln bei der Bundesbank an Attraktivität für Kreditinstitute verloren. Handelswechsel sind nur noch als Pfand refinanzierungsfähig. Aus diesen Gründen hat der Diskontkredit heute keine Bedeutung mehr. Da hierdurch auch eine Diskontierung von Wechseln allgemein nicht mehr möglich ist, hat die Wechselreiterei in der EU ihre einstige Bedeutung vollständig verloren.